# Арцруниды
Арцруни́ды (Арцруни, арм. Արծրունիներ) — один из наиболее важных армянских княжеских и царских родов, византийский императорский род (по мнению некоторых исследователей, император Византии Лев V (Левон Арцруни) принадлежал к данной династии). Арцруни́ды — ответвление династии Оронтидов.
Обладал значительным влиянием. Известен начиная с IV века, с конца VIII века по 1021 год — правящая династия Васпуракана (князья, а с 908 года — цари).
Первоначально Арцуниды владели Адамакертом (Башкале) и округом Албак Великий. В конце VII века ими были приобретены территории к югу и востоку от озера Ван, ранее принадлежащие роду Рштуни. Центр владений Арцунидов переместился в город Ван. На протяжении VIII века Арцуниды распространили свою власть на весь Васпуракан и к началу IX века вступили в соперничество с династией Багратидов.
Гагик Арцруни (908—943) провозгласил себя царём Васпуракана, вассалом Багратидов. Как независимое государство Васпуракан просуществовал до 1021 года, когда не нашедший сил противостоять нашествию турок-сельджуков Сенекерим Арцруни передал своё царство Византии. От императора Арцруниды получили город Севастию (Сивас), несколько других городов и земель в Малой Армении. Часть Арцунидов осталась жить в окрестностях города Ван, занимая должность Ахтамарского католикоса.
Согласно Алле Тер-Саркисянц, способ образования названия рода свидетельствует о его урартском происхождении.

## Арцруниды (Арцруни) — правители Васпуракана
| Имя                                 | Годы жизни | Годы правления | примечание                                |
| ----------------------------------- | ---------- | -------------- | ----------------------------------------- |
| Амазасп (Համազասպ Ա)                | ум. 785    | 772—785        | князь Васпуракана                         |
| Меружан III (Մերուժան Գ)            |            |                | брат Амазаспа                             |
| Гагик I (Գագիկ Ա)                   |            |                |                                           |
| Амазасп II (Համազասպ Բ)             | ум. 836    |                | сын Гагика                                |
| Ашот (Աշոտ)                         | ум. 875    | 859—875        | сын Амазаспа II                           |
| Григор-Дереник (Գրիգոր-Դերենիկ)     | ум. 885    | 875—885        | сын Ашота                                 |
| Саркис-Ашот (Սարկիս-Աշոտ)           | ум. 904    | 885—904        | сын Григора                               |
| Гагик II (Գագիկ Բ)                  | ум. 943    | 904—943        | сын Григора с 908 года — царь Васпуракана |
| Гурген (Գուրգեն)                    |            | 904—?          | сын Григора                               |
| Дереник-Ашот (Դերենիկ-Աշոտ)         | ум. 959    | 943—959        | сын Гагика                                |
| Абусахл-Амазасп (Աբուսահլ-Համազասպ) | ум. 972    | 959—972        | сын Гагика                                |
| Ашот-Саак (Աշոտ-Սահակ)              | ум. 991    | 972—991        | сын Абусаила-Амазаспа                     |
| Гурген-Хачик (Գուրգեն-Խաչիկ)        | ум. 1003   | 991—1003       | сын Абусаила-Амазаспа                     |
| Сенекерим Арцруни (Սենեքերիմ)       | ум. 1026   | 968—1021       | сын Абусаила-Амазаспа                     |

## Представители
- Лев V Армянин (775—820) — византийский император (по мнению некоторых исследователей, принадлежал к династии)[1][2].